# Jussy-le-Chaudrier
Jussy-le-Chaudrier ist eine französische Gemeinde mit 578 Einwohnern (Stand: 1. Januar 2022) im Département Cher in der Region Centre-Val de Loire. Sie gehört zum Kanton Avord und zum Gemeindeverband Berry-Loire-Vauvise. 

## Geografie
Jussy-le-Chaudrier liegt im Berry etwa 41 Kilometer ostnordöstlich von Bourges am Fluss Vauvise, in den hier der Liseron einmündet. Umgeben wird Jussy-le-Chaudrier von den Nachbargemeinden Sancergues im Norden, Saint-Martin-des-Champs im Norden und Nordosten, Argenvières im Nordosten und Osten, Saint-Léger-le-Petit im Osten, Beffes im Osten und Südosten, Précy im Süden und Südwesten, Garigny im Südwesten und Westen sowie Charentonnay im Westen und Nordwesten.

## Geschichte
1909 stürzte in Jussy-le-Chaudrier das Luftschiff „République“ ab.

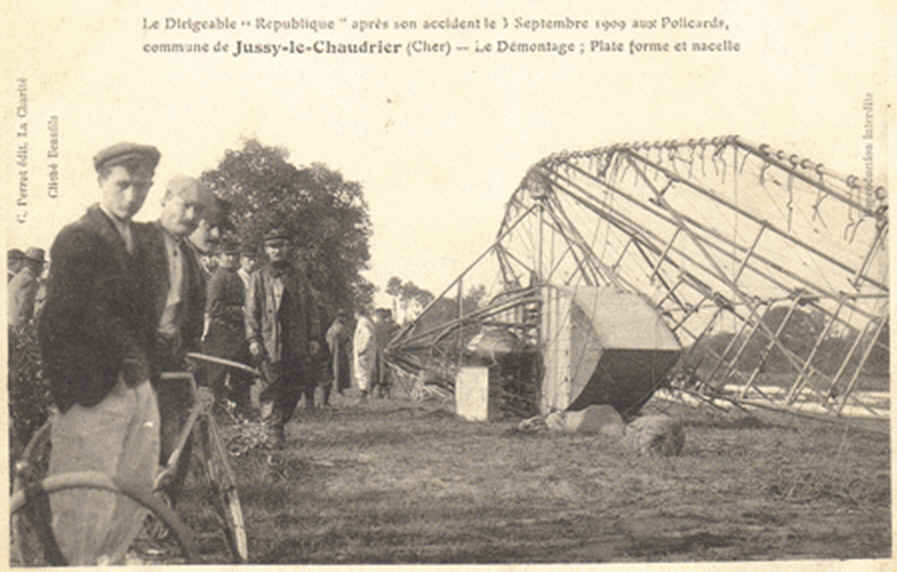
Abgestürztes Luftschiff

## Bevölkerungsentwicklung
| Jahr                       | 1962 | 1968 | 1975 | 1982 | 1990 | 1999 | 2009 | 2019 |
| Einwohner                  | 697  | 645  | 565  | 545  | 515  | 526  | 624  | 593  |
| Quellen: Cassini und INSEE |      |      |      |      |      |      |      |      |

## Sehenswürdigkeiten
- Komtur des Tempelritterordens mit Kapelle aus dem 13. Jahrhundert, seit 1995 Monument historique

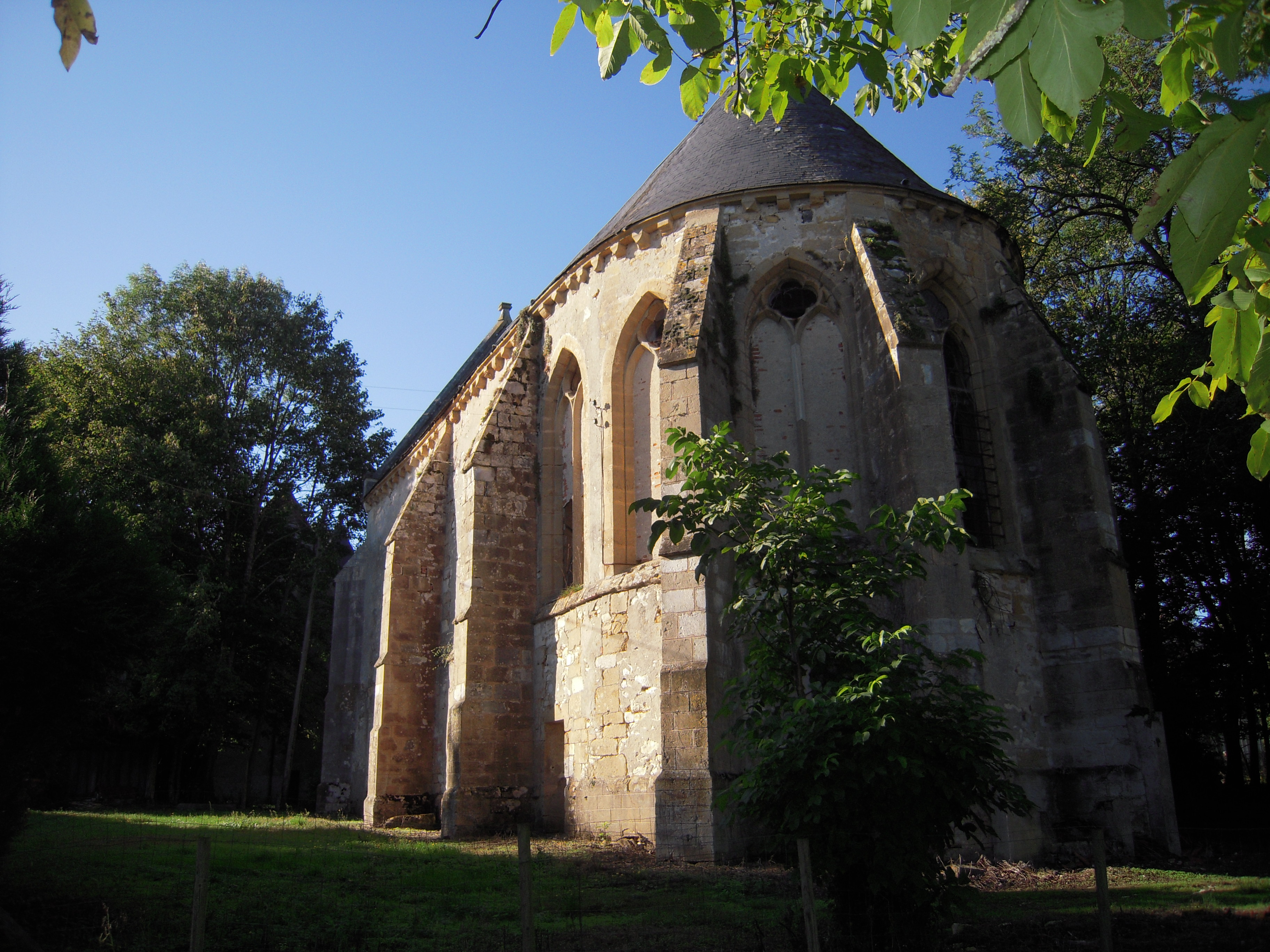
Teil der Komtur des Tempelritterordens